# 聖保利足球俱樂部

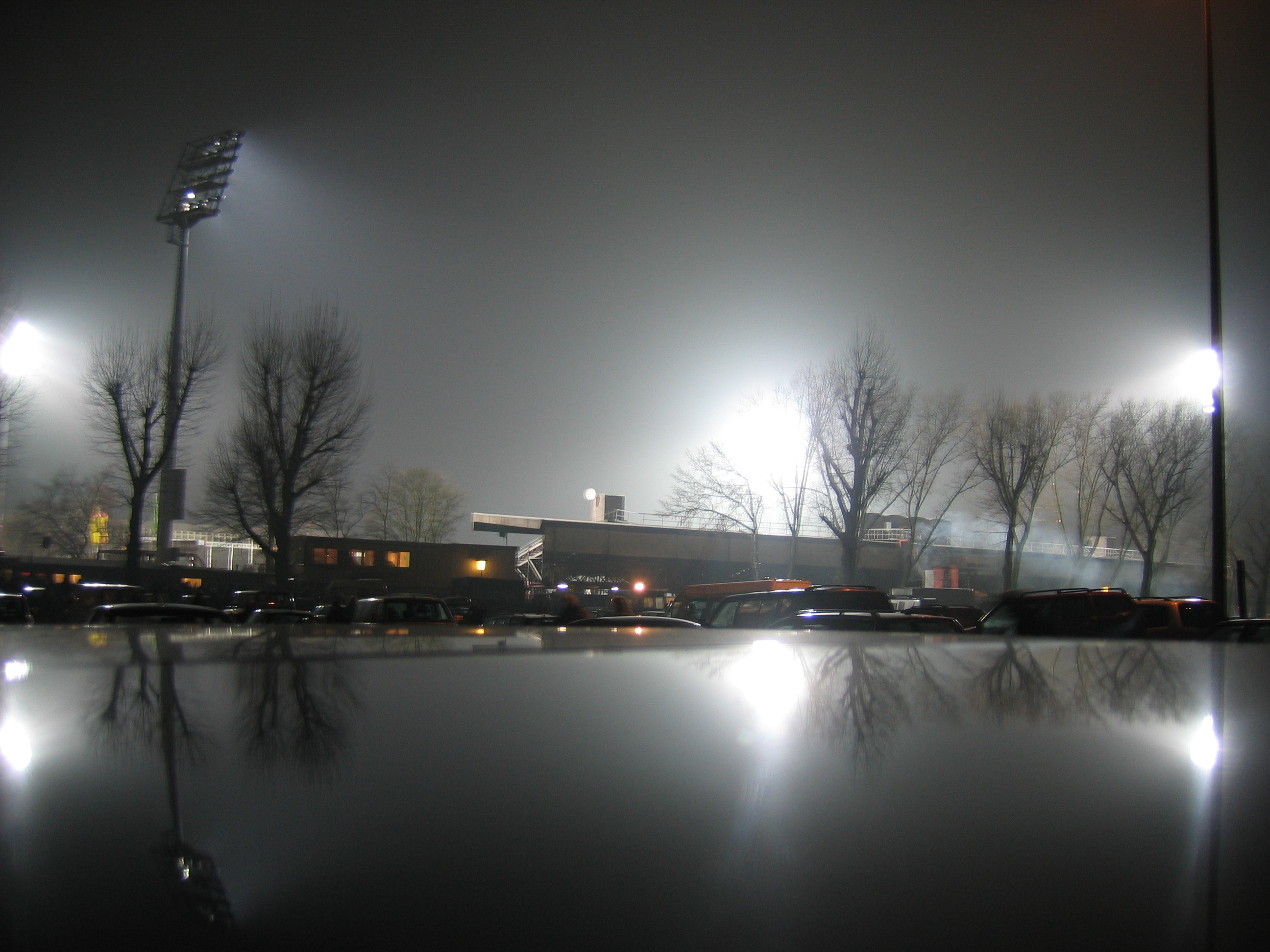
夜間的米勒門體育場

聖保利足球俱樂部（FC St. Pauli）是一家位于德國漢堡，經營十餘種不同體育項目的體育俱樂部。俱樂部最重要的項目是男子足球，主場爲米勒門體育場（Millerntor-Stadion），位于漢堡聖保利區緊靠绳索街（Reeperbahn）的聖靈野（Heiligengeistfeld）。俱樂部的顔色爲棕-白。俱樂部約有6,500名會員，其中大約3,200名屬於俱樂部成員最多的部門——支持會員部。

## 男子足球

### 早期歷史
在1924年以前，聖保利足球俱樂部是“漢堡-聖保利競技俱樂部”(Hamburg-St.Pauli Turnverein 1862)（1862年5月1日由成立于1852年9月7日的MTV in Hamburg和1860年9月7日成立的TV in St. Pauli und vor dem Dammthore合併而成）的足球部門。聖保利足球俱樂部正式成立于1910年5月15日，以聖保利競技俱樂部之名在大漢堡地區踢聯賽，直到1924年德國競技和足球俱樂部淨化分離運動後才註冊成爲自主的俱樂部。俱樂部在漢堡地區處於中下游水平，直到1934年進入當時德國的16個最高級聯賽之一——北方地區聯賽(Gauliga Nordmark)，從此在頂級和次級聯賽閒搖擺，1935年降級，1936年重升，1940年又降，1942年再升級，直到第二次世界大戰結束。

### 戰後
二戰後，1947年球隊重新在北部州級聯賽聯賽(Oberliga Nord)進行比賽。1947-1948賽季聖保利取得第二名，由此取得進入國家冠軍杯賽的資格，打入半決賽時2:3被當屆冠軍紐倫堡足球俱樂部擊敗。1950年代前半期球隊成績不錯，但對漢堡體育俱樂部(Hamburger SV)處於下風，7年來取得5個聯賽第二，但未能在杯賽中取得好成績。在1950年代後半期和1960年代前期開始被不來梅沙洲(Werder Bremen)和奥斯纳布吕克等對手超過，從此最好只能取得第四名的成績。

### 爲進入德甲聯賽而努力
1963年，西德開始舉辦新的足球職業聯賽——德國聯邦聯賽（Bundesliga，即中文通稱的德國足球甲級聯賽）。當年的北方上級聯賽前三名——漢堡體育俱樂部、不來梅沙洲和不倫瑞克和諧(Eintracht Braunschweig)進入聯邦聯賽，而聖保利只能進入當時的第二級聯賽——德國北方地區聯賽(Regionalliga Nord)。
此後是十餘年的挫敗。聖保利在1964年險些進入甲級，但未能取得在升級的小組賽中勝利。1966年又取得一次德北地區聯賽的冠軍，仍舊在升級賽中以2個淨勝球之差輸給埃森紅白隊(Rot-Weiß Essen)。此後聖保利又取得過在德北地方聯賽1972和1973年的冠軍和1971和1974年的亞軍，但仍折戟于升級賽。
聯邦聯賽的成功和職業足球在西德的發展促成了1974年乙級聯邦聯賽(2. Bundesliga)的產生。聖保利當年進入德乙聯賽，並在1977年終于拿到榜首並晉級德甲聯賽。一年后旋即降回乙級。在德乙也很短命，1979年球隊陷入破產邊緣並被吊銷職業競技的執照，被迫降到第三級聯賽——北部州級聯賽(Oberliga Nord)。在1981和1983年球隊取得上級聯賽第一的成績，但仍因財政狀況不健康而未能升級。直到1984年，球隊取得上級聯賽第二，僅次於不來梅沙洲的二隊。因後者不被允許升級，聖保利終重返德乙。

### 聖保利和“宗教狂熱”現象
在1980年代中期，聖保利開始從一個傳統型俱樂部向“宗教狂熱”型("Kult")俱樂部轉變。俱樂部從港區搬遷到漢堡著名的夜生活和紅燈區——绳索街()附近。球迷的文化傾向左翼政治，並在俱樂部的比賽附近營造轟動氣氛。支持者們採用骷髏頭和兩根交叉大腿骨的組成的黑色
海盜旗作爲俱樂部的非官方的象徵。值得一提的是，聖保利是德國頭一家正式禁止右翼和民族主義活動和展示的球隊。在當年，受法西斯主義影響的足球流氓正在威脅歐洲的足球比賽。在1981年，俱樂部每場比賽平均只有1600名觀衆，而到了1990年代後期，每場比賽都能將2万張球票售空。
1980年代後期到1990年代，聖保利如過山車一樣反復在甲級和乙級间升降。其間1988-1991年和1995-1997年在甲級。球隊取得的最好成績是1988-1989賽季德甲第10名。

### 新千年以來
聖保利至今的最後一次甲級之旅在2001-2002賽季。2002年2月6日，處於榜尾的聖保利隊在米勒門體育場令人吃驚地2:1戰勝了拜仁慕尼黑。當時已幾乎確定降級的聖保利人在T恤上印上“世界俱樂部杯冠軍戰勝者”(Weltpokalsiegerbesieger)，因拜仁在此賽季贏得了世界俱樂部杯。本場比賽中聖保利的射手是Nico Patschinski和Thomas Meggle。直到第87分鐘才由威利·薩尼奧爾扳回一球。
2001-2002賽季的降級險些使俱樂部破產，不得不接受捐款，即“拯救行動”(Retteraktion)。他們印製的帶有俱樂部標誌和（“拯救”）字樣的文化衫在6周内銷售掉14万件。他們還組織過一場對拜仁慕尼黑(FC Bayern München)的友誼賽以緩解經濟危機。
俱樂部也活躍于慈善活動中。2005年，俱樂部及其球迷發起行動，爲古巴學校的飲水設備募捐。
在2005-2006賽季，身處北方地區聯賽（丙級）的聖保利在德國杯比賽中取得了難以置信的勝利。在淘汰賽中，他們一路過關斬將，戰勝了布格豪森(Wacker Burghausen)、波鴻(VfL Bochum)、柏林赫塔(Hertha Berlin)等職業球隊，2006年1月25日的四分之一決賽中竟然雪地裏3:1戰勝了當年的德甲聯賽亞軍不來梅沙洲(Werder Bremen)。進入德國杯半決賽爲俱樂部帶來大約100万歐元的電視和贊助收入，極大程度緩解了俱樂部當時危急的財政。最終，在半決賽中，聖保利在4月12日舉行的半決賽中主場0:3輸給了拜仁慕尼黑(Bayern München)，沒能繼續這一奇跡。
聖保利隊在最近30年來曾經13次變換聯賽。

### 俱樂部重要成績和事件
- 1947: 漢堡冠軍
- 1948: 德國北部亞軍，英國佔領區亞軍，進入德國杯決賽圈（半決賽）
- 1949: 德國北部亞軍，進入德國杯決賽圈（四分之一決賽）
- 1950: 德國北部亞軍，進入德國杯決賽圈（四分之一決賽）
- 1951: 德國北部亞軍，進入德國杯決賽圈（小組賽）
- 1952: 在德國電視直播的首場比賽，即德國杯中3:4輸給Hamborn 07。
- 1954: 德國北部亞軍
- 1964: 德國北方地區聯賽（乙級）第1名
- 1966: 德國北方地區聯賽（乙級）第1名
- 1972: 德國北方地區聯賽（乙級）第1名
- 1973: 德國北方地區聯賽（乙級）第1名
- 1977: 德國乙級聯邦聯賽第1名並升入甲級
- 1981: 德國北方上級聯賽（丙級）第1名，決賽中0:2輸給科隆後獲得德國業餘球隊亞軍
- 1983: 德國北方上級聯賽（丙級）第1名
- 1984: 德國北方上級聯賽（丙級）第2名，升入乙級聯邦聯賽
- 1988: 德國乙級聯邦聯賽第2名，第2次升入甲級
- 1995: 德國乙級聯邦聯賽第2名，第3次升入甲級
- 1995: 在德甲首輪中4:2戰勝慕尼黑1860，暫居德甲榜首
- 2001: 德國乙級聯邦聯賽第3名，第4次升入甲級
- 2002: 位居德甲榜尾的聖保利主場2:1戰勝拜仁慕尼黑，被冠以“世界俱樂部杯冠軍戰勝者”(Weltpokalsiegerbesieger)稱號
- 2006: 以丙級隊的身份在德國杯中4:3和3:1分別戰勝柏林赫塔和不來梅沙洲，在半決賽中0:3輸給拜仁慕尼黑

### 俱樂部的認同度
根據歐洲足協的一項調查顯示，在德國有1100万聖保利隊的追隨者。這體現爲球隊主場和客場球票的熱銷：在2003-2004賽季，聖保利作爲丙級球隊，每場平均有1,7374名觀衆觀看，高於所有德乙球隊，而所售出的季票甚至多於一些德甲球隊。